# Arzembouy
Arzembouy é uma comuna francesa na região administrativa de Borgonha-Franco-Condado, no departamento Nièvre. Estende-se por uma área de 12,14 km². Em 2010 a comuna tinha 68 habitantes (densidade: 5,6 hab./km²).